# Polochic
Polochic (hiszp. Río Polochic) – rzeka we wschodniej Gwatemali, przepływa przez departamenty Alta Verapaz i Izabal. Jej długość wynosi 240 km. 
Potoki źródłowe rzeki Polochic znajdują się w górach Sierra de Chamá i Sierra de las Minas. Rzeka płynie w kierunku wschodnim, w głębokiej dolinie o założeniu tektonicznym (uskok Motagua-Polochic). Uchodzi niewielką deltą do jeziora Izabal w okolicach miejscowości El Estor. 
Rzeka jest żeglowna na odcinku około 30 km do miejscowości Panzós. Transportuje się nią głównie kawę i drewno. Doliną rzeki biegnie droga do Huehuetenango.